# 古賀辰四郎
古賀辰四郎（1856年2月23日—1918年8月15日）是一位日本企業家，同時被日本方面認爲是釣魚台列島的「開拓者」。

## 事蹟
- 1856年（安政3年） - 生於筑後国上妻郡山内村 (今福岡縣八女市山内)。
- 1879年（明治12年） - 24歳時到那覇開業。
- 1884年（明治17年） - 派人前往黄尾嶼檢探。
- 1885年（明治18年） - 派人前往釣魚臺列嶼捕採鳥毛，送往外國人手中，探知可以高價交易。
- 1895年（明治28年）- 在釣魚台列島的釣魚島等島嶼從事家屋建設及船場設置等事業。
- 1909年（明治42年） - 獲日本政府頒受「藍綬褒章」，以表揚其養殖業的功績。
- 1918年（大正7年） -  去世。

## 外部連結
- （日語）http://senkakusyashintizu.web.fc2.com/page053.html（页面存档备份，存于）
- （日語） いしゐのぞむ 「尖閣最初の上陸記録は否定できるか――明治から文政に遡って反駁する」 （页面存档备份，存于）  島嶼研究ジャーナル4-1。